# 双河镇 (长宁县)
双河镇，是中华人民共和国四川省宜宾市长宁县下辖的一个乡镇级行政单位。2019年8月，撤销富兴乡，将其所属行政区域划归双河镇管辖。

## 行政区划
双河镇下辖以下地区：
双河社区、金鱼村、葡萄村、金鸡村、九龙村、前进村、荷叶村、燕子村、大水村、珍珠村、鱼池村、梨头村、杨柳村、笔架村、桂花村、铜锣村、风洞村、凤凰村、朝阳村、大伏村、伏头村和大旗村。